# Oracle (Arizona)
Pour les articles homonymes, voir Oracle.
Oracle est une localité du Comté de Pinal en Arizona, au nord des monts Santa Catalina.
La population était de 3 868 habitants en 2010.
Sur le territoire se trouve le site de Biosphère II, site expérimental reproduisant un système écologique fermé au début des années 1990. Le site n'est plus en système clos et n'est plus utilisé pour la recherche, mais reste ouvert pour des visites touristiques.